# Сноук
Сноук е герой от поредицата „Междузвездни войни“, който се появява в седмия филм. Той е член и върховен главнокомандващ на Първия ред. Гласът му се чува в първия трейлър: „Настъпило е пробуждане. Усетихте ли го?“, но той самият не се появява. Ролята се изпълнява от Анди Съркис. Неговите име и роля са представени на 28 май 2015 г. Негов ученик е Кайло Рен. Разпространена спекулация е, че Сноук всъщност е древният ситски лорд Дарт Плейгиъс – „Мъдрия“, учител на Палпатин.